# Reinhard Hendler
Reinhard Hendler (* 2. Oktober 1947 in Niedernwöhren) ist ein deutscher Jurist und Professor.
Nach dem Jurastudium an der Georg-August-Universität Göttingen promovierte er dort 1976; 1983 folgte die Habilitation bei Volkmar Götz. Seit 1984 ist Hendler ordentlicher Professor für Öffentliches Recht und hatte Lehrstühle an den Universitäten Konstanz (1984–1988), Marburg (1988–1994) und Regensburg (1994–1999) inne. Seit 1999 lehrt er an der Universität Trier und ist Direktor des dortigen Instituts für Umwelt- und Technikrecht. Hendlers Forschungsschwerpunkte liegen auf den Gebieten des Staats- und Verwaltungsrechts (insbesondere Strukturen politischer Willensbildung und Entscheidung), des Umwelt- sowie des Bau- und Raumordnungsrechts. Seit April 2013 ist er in der Rechtsanwaltskanzlei Jeromin & Kerkmann in Andernach tätig und unterstützt das Team insbesondere in den Bereichen des Umwelt- und Planungsrechts.

## Werke (Auswahl)
- Die bürgerschaftliche Mitwirkung an der städtebaulichen Planung (Dissertation), Göttingen 1977, ISBN 3-509-00999-1
- Selbstverwaltung als Ordnungsprinzip. Zur politischen Willensbildung und Entscheidung im demokratischen Verfassungsstaat der Industriegesellschaft (Habilitationsschrift), Köln 1984, ISBN 3-452-19581-3
- Baurecht, Raumordnungs- und Landesplanungsrecht, gemeinsam mit Hans-Joachim Koch, Stuttgart 2004, ISBN 3-415-03360-0
- Baden-Württembergisches Staats- und Verwaltungsrecht, gemeinsam mit Hartmut Maurer, Unterschleißheim 1990, ISBN 3-472-63414-6
- Die Sonderabfallabgabe – Zur verfassungsrechtlichen Zulässigkeit eines umweltpolitischen Instruments unter besonderer Berücksichtigung der Rechtslage in Hessen, Stuttgart 1998, ISBN 3-415-02142-4
- Allgemeines Verwaltungsrecht. Grundstrukturen und Klausurfälle, Stuttgart 2001, ISBN 3-415-02786-4
- Staatsorganisationsrecht. Grundstrukturen und Klausurfälle, Stuttgart 2003, ISBN 3-415-03155-1

## Weblink
- Seite von Prof. Dr. Reinhard Hendler an der Universität Trier

| Personendaten    | Personendaten                   |
| ---------------- | ------------------------------- |
| NAME             | Hendler, Reinhard               |
| KURZBESCHREIBUNG | deutscher Rechtswissenschaftler |
| GEBURTSDATUM     | 2. Oktober 1947                 |
| GEBURTSORT       | Niedernwöhren                   |